# Finegold-Verteidigung
|   | a | b | c | d | e | f | g | h |   |
| 8 |   |   |   |   |   |   |   |   | 8 |
| 7 |   |   |   |   |   |   |   |   | 7 |
| 6 |   |   |   |   |   |   |   |   | 6 |
| 5 |   |   |   |   |   |   |   |   | 5 |
| 4 |   |   |   |   |   |   |   |   | 4 |
| 3 |   |   |   |   |   |   |   |   | 3 |
| 2 |   |   |   |   |   |   |   |   | 2 |
| 1 |   |   |   |   |   |   |   |   | 1 |
|   | a | b | c | d | e | f | g | h |   |

Die Grundstellung der Finegold-Verteidigung
Die Finegold-Verteidigung (auch: Ciaffone-Finegold-Verteidigung) ist eine Variante des Morra-Gambits, einer Eröffnungsvariante im Schach, und entsteht nach den Zügen (siehe auch: Schachnotation):
1. e2–e4 c7–c5

2. d2–d4 c5xd4

3. c2–c3 d4xc3

4. Sb1xc3 e7–e6

5. Sg1–f3 d7–d6

6. Lf1–c4 a7–a6

7. 0–0 Lf8–e7

8. Dd1–e2 Sg8–f6
Im Jahr 2000 veröffentlichten Bob Ciaffone und Ben Finegold das Buch The Finegold Defense (Die Finegold-Verteidigung) und behaupteten, ihr System sei die Widerlegung des Morra-Gambits. Geplant ist ein Gegenspiel am Damenflügel mit …b7–b5 und …Dd8–b6. Die Dame ist hier vor den üblichen Angriffen der weißen Figuren geschützt und unterstützt das weitere Vorrücken der Bauern. Die Angriffstrategie des Weißen beruht auf dem Zug e4–e5.

## Varianten
- 9. Tf1–d1 b7–b5 (9. e4–e5 dxe5 10. Sxe5!? oder 10. Td1!? sind auch spielbar und führen zu freiem Figurenspiel für Weiß mit unklarer Stellung)
  - 10. Lb3!? Sbd7
    - 11. e5!? dxe5 12. Sxe5 Db6 mit beiderseits guten Angriffschancen (12. … Lb7?? 13. Sxf7! mit weißem Vorteil 13. … Kxf7 14. Dxe6+ Kg6 15. Lc2+ Kh5 16. Dh3#) 13. Le3 Db7 ist die von Finegold angegebene Hauptvariante. Nun funktioniert 14. Sxf7!? nicht mehr: 14. … Kxf7 15. Lxe6+ Kxe6 16. Lc5+ Se5! und Schwarz hat Vorteil.
    - 11. Sd4!? ist die Empfehlung von Marc Esserman.
      - 11. … Lb7!? mit leichtem weißen Vorteil 12. Lxe6! fxe6 13. Se6 Db6 14. Sd5!? oder 14. Le3!
      - 11. … Db6! mit Gegenspiel 12. Le3 Db7! Die Dame steht nun sicher vor Angriffen, was im Morra-Gambit meist für einen schwarzen Vorteil spricht. 13. Tac1 Sc5! und Schwarz steht etwas besser. (13. … 0–0 14. Sc6! mit Angriff 15. … Dxc6 15. Sd5! und der Angriff auf die Dame führt zu weißem Vorteil)

  - 10. e5! Mit diesem Zug opfert Weiß einen weiteren Bauern und das Läuferpaar 10. … bxc4 11. exf6 gxf6 (11. … Lxf6? 12. Lf4! Le7 13. Lxd6! Lxd6 14. Se4 mit guten Chancen für Weiß) Nun würde 12. Dxc4?! Lb7 zu leichtem schwarzen Vorteil führen. Stattdessen sollte Weiß 12. Sd2!! spielen. Geplant ist nun Sxc4 und Se4.
    - 12. … Lb7!? 13. Sxc4 Tg8 14. Se4! d5 15. Lf4 und Weiß steht besser.
    - 12. … Sd7?! 13. Sxc4 Se5 (13. … d5? 14. Sxd5! exd5 15. Sd6+ Kf8 16. Lh6+ Kg8 17. Dg4# Und nach 13. … Dc7 14. Lf4 Se5 15. Sxd6+ (oder 15. Lxe5 dxe5 16. Tac1) 15. … Lxd6 16. Txd6 Dxd6 17. Se4 De7 18. Lxe5 steht Weiß besser.) 14. Sxd6+! Lxd6 15. Se4 mit entscheidendem Vorteil für Weiß
    - 12. … Sc6!? 13. Sxc4 d5 14. Lf4 0–0
      - 14. … Lb7? 15. Txd5!
      - 14. … d4 15. Df3 Lb7 16. Se4 e5 17 Te1!
      - 14. … 0–0 15. Df3!, 15. Td3!? oder 15. Lh6!?

    - 12. … Dc7!? 13. Sxc4 d5 (13. … Lb7 14. Lf4 e5 15. Tac1 exf4 16. Sb5 mit entscheidendem Vorteil) 14. Txd5! Der Turm kann nun nicht geschlagen werden: 14. … exd5? 15. Sxd5 und verliert Schwarz Material oder wird Matt: 15. … Dd8 16. Sxf6+ Kf8 17. Lh6# oder 15. … Db7 16. Sd6+ oder 15. … Dd7 Sxf6+ oder 15. … Da7 16. Sd6+ Kd8 17. Sxf7+
    - 12. … a5!? 13. Sxc4 La6 (13. … d5 14. Sb5! und die Springer dringen in die schwarze Stellung ein: 14. … La6 (14. … Lb7 15. Lf4!) 15. Txd5 exd5 16. Scd6+ Kd7 17. Lf4 Lxb5 18. Dxb5+ Sc6 19. Dxd5 und Weiß hat entscheidenden Vorteil) 14. Df3! d5 15. Sxd5! exd5 16. Txd5 Sd7
- 9. Td1 Sbd7!? 10. e5!